# Huntley (Wyoming)
Huntley is een plaats (census-designated place) in de Amerikaanse staat Wyoming, en valt bestuurlijk gezien onder Goshen County.

## Demografie
Bij de volkstelling in 2000 werd het aantal inwoners vastgesteld op 21.

## Geografie
Volgens het United States Census Bureau beslaat de plaats een oppervlakte van 0,7 km², geheel bestaande uit land. Huntley ligt op ongeveer 1291 m boven zeeniveau.

## Plaatsen in de nabije omgeving
De onderstaande figuur toont nabijgelegen plaatsen in een straal van 28 km rond Huntley.